# حزب الأمانة الوطنية
الحزب الأمانة الوطنية (بالإندونيسية: Partai Amanat Nasional)‏ هو حزب سياسي إندونيسي تأسس يوم 23 أغسطس 1998، ويتبنى أيدولوجية بانكسيلا اندونيسيا. يتولى رئاسته محمد هاتا راجاسا وزير التنسيق الاقتصادي سابقا ومرشح نائب رئيس الجمهورية الإندونيسية في انتخاب الرئاسة 2014.

## رؤساء الحزب
1. أ. د. أمين رئيس
2. سوتريسنو باهر
3. م. محمد هاتا راجاسا
4. ذوالكفل حسن